# Музей „Никола Тесла“
Музеят на Никола Тесла (на сръбски: Музеј Николе Тесле, Muzej Nikole Tesla) е научен музей в централния квартал на Белград (Сърбия), посветен на физика изобретател Никола Тесла.
Музеят е основан на 5 декември 1952 г. с решение на правителството на Република Югославия и се намира в двуетажно имение на улица „Пролетарски бригади“ в Белград, построено през далечната 1927 г. по проект на сръбския архитект Дражич Брашован.
На приземния етаж на музея има експозиция на работещи модели на машини и устройства, изобретени от Никола Тесла, както и колекция от материали и документи, разказващи за живота и работата на изобретателя.
На втория етаж се съхраняват ръкописи на Никола Тесла, негови бележници, писма, книги от личната му библиотека, както и други материали, предназначени за изучаване на творческото наследство на изобретателя.
Общо музейната колекция съдържа повече от 160 000 оригинални документа, повече от 2000 книги и списания, повече от 1200 технически изобретения и няколко хиляди снимки, диаграми и чертежи, принадлежали на Никола Тесла, както и негови лични вещи.
Всички документи и лични вещи на Никола Тесла са пренесени в Белград през 1949 г. от Сава Косанович, според последната воля на самия Тесла.
Днес това е единственият музей в света, който съхранява оригинални документи и лични вещи на Никола Тесла. Поради тази причина музеят предоставя всякаква възможна подкрепа и помощ на изследователите на работата на Тесла, а също така осигурява достъп до информация за изследователи в областта на историята на науката, изобретенията и патентното право.
Архивът на Никола Тесла е вписан в регистъра на програмата „Памет на света“ на ЮНЕСКО през 2003 г. поради критичната му роля по отношение на историята на електрификацията на света и бъдещия технологичен напредък в тази област.

## Галерия
- Кръщелно свидетелство на Никола Тесла, c. 24 юли 1856 г.
- Копие на двуфазния асинхронен двигател от 1887 г. Оригиналният асинхронен двигател на Tesla от 1887 г. се намира в Imperial College London.
- Напречно сечение на асинхронен двигател, изграден на принципите на Тесла
- Асинхронен двигател с яйцевиден ротор, популярно наричан „Яйцето на Колумб“. Това е копие на оригинала, показан на Световното колумбийско изложение през 1893 г.
- Многофазна система. Показване на пример за генериране, пренос и използване на електрическа енергия.
- Модел на лодка, управлявана с дистанционно управление
- Дистанционно устройство за телекоманда за модел на лодка.
- Бобина на Тесла.
- Урната на Тесла.
- Лични вещи.
- Бюст на Тесла.
- Костюмът на Тесла.
- Провежда се демонстрация за туристите.
- Модел на дистанционно управляема лодка. 1898 г.